# Усть-Бартага
Усть-Барта́га (рос. Усть-Бартага, башк. Бартағатамаҡ) — присілок у складі Караідельського району Башкортостану, Росія. Входить до складу Верхньосуянської сільської ради.
Населення — 87 осіб (2010; 97 у 2002).
Національний склад:
- башкири — 89 %